# Június 8.
Június 8. az év 159. (szökőévben 160.) napja a Gergely-naptár szerint. Az évből még 206 nap van hátra.
Névnapok: Medárd + Aglent, Ágnes, Agnéta, Elga, Ellák, Helga, Helma, Helza, Hulda, Izabel, Izabell, Kalipszó, Kalliopé, Kerubina, Méda, Medárda, Tas, Viliam, Vilmos, Zaránd, Záred

## Események
- 979 – Lothár nyugati frank király társkirályává koronáztatja fiát, V. (Henye) Lajost.
- 1099 – Jeruzsálem ostromának kezdete az I. keresztes háborúban
- 1867 – A kiegyezés folyamatát befejező aktusként megkoronázzák I. Ferenc József királyt és Erzsébet királynét a Budavári Nagyboldogasszony templomban (Mátyás-templom). Általános amnesztia az 1848-49-es szabadságharc emigránsai számára.
- 1903 – Miskolc és Diósgyőr között az országban elsőként menetrend szerinti autóbuszjárat indul.
- 2010 – A NATO európai erőinek főparancsnoka, James Stavridis admirális Budapesten tárgyal a HM Honvéd Vezérkar főnökével, Benkő Tibor altábornaggyal. (A tárgyalások során szó esett Afganisztánról, a Balkánról, az új magyar képességekről, valamint a magyar katonák katasztrófavédelemben betöltött szerepéről.)[1]

## Sportesemények
Formula–1
- 1975 –  svéd nagydíj, Anderstorp - Győztes: Niki Lauda  (Ferrari)
- 2008 –  kanadai nagydíj, Montreal - Győztes: Robert Kubica  (BMW Sauber)
- 2014 –  kanadai nagydíj, Montreal - Győztes: Daniel Ricciardo  (Red Bull-Renault)

## Születések
- 1593 – I. Rákóczi György erdélyi fejedelem († 1648)
- 1625 – Giovanni Domenico Cassini olasz származású francia csillagász († 1712)
- 1671 – Tomaso Albinoni itáliai barokk zeneszerző, hegedűművész († 1751)
- 1810 – Robert Schumann német zeneszerző († 1856)
- 1822 – Czetz János honvéd tábornok, 1848-49-es parancsnok († 1904)
- 1837 – Moritz Heyne német filológus, nyelvész, germanista († 1906)
- 1843 – Széll Kálmán politikus, miniszterelnök († 1915)
- 1855 – Czóbel Minka magyar költő († 1947)
- 1867 – Frank Lloyd Wright amerikai műépítész († 1959)
- 1895 – Torkos Béla magyar ügyvéd, országgyűlési képviselő († 1971)
- 1905 – Mátrai Gyula kétszeres Kossuth-díjas magyar építész († 1977)
- 1913 – Horváth Ferenc Jászai Mari-díjas magyar színész, színigazgató, főiskolai tanár, érdemes- és kiváló művész († 1993)
- 1915 – Reményi Sándor magyar operaénekes († 1980)
- 1916 – Francis Crick Nobel-díjas angol biokémikus, a DNS-kettősspirál-modelljének társfelfedezője († 2004)
- 1916 – Franck Mundy (Francisco Menendez) amerikai autóversenyző († 2009)
- 1927 – Kiss István Kossuth-díjas magyar szobrászművész. († 1997)
- 1927 – Jerry Stiller amerikai színész, humorista († 2020)
- 1929 – Gyökössy Zsolt magyar színházi- és televíziórendező
- 1935 – Koltai János Jászai Mari-díjas színművész
- 1939 – Eőry Emil magyar szobrász († 2024)
- 1944 – Perlaki Róbert magyar szcenikus, díszlettervező, egyetemi tanár, a Veszprémi Petőfi Színház alapító és örökös tagja.
- 1948 – Gárdos Péter Balázs Béla-díjas magyar filmrendező
- 1951 – Bonnie Tyler Wales-i rockénekesnő és dalszerző.
- 1955 – Tim Berners-Lee angol informatikus, a Világháló (World Wide Web) mai formájának kifejlesztője
- 1955 – Csáki Ágnes magyar színésznő, operaénekesnő
- 1956 – Besenyei Péter magyar műrepülő versenyző, repülőoktató, berepülőpilóta
- 1960 – Tasnádi Csaba Jászai Mari-díjas rendező, színházigazgató
- 1961 – Káel Csaba Kossuth-díjas magyar filmrendező, érdemes művész
- 1962 – Pándy Piroska Liszt Ferenc-díjas magyar opera-és operetténekesnő, érdemes művész.
- 1962 – Nick Rhodes, angol zenész, a Duran Duran billentyűse
- 1965 – Rob Pilatus, amerikai énekes, imposztor († 1998)
- 1966 – Julianna Margulies amerikai színésznő
- 1969 – Baktay Zelka pszichológus, tudományos kutató, író
- 1970 – Mike Modano amerikai profi jégkorongozó, a Dallas Stars csapatának tagja
- 1972 – Hegedűs András magyar újságíró, levéltáros, helytörténeti kutató
- 1975 – Gyöngyösi Levente erdélyi származású magyar zeneszerző, zenetanár
- 1976 – Lindsay Davenport amerikai teniszezőnő
- 1977 – Kanye West huszonegyszeres Grammy-díjas amerikai lemez-producer, rapper
- 1979 – Derek Trucks amerikai gitáros
- 1982 – Závada Péter magyar költő, zenész
- 1983 – Kim Clijsters belga teniszezőnő
- 1984 – Krajcsi Nikolett magyar színésznő
- 1985 – Alexandre Despatie kanadai műugró
- 1989 – Bacsinszky Tímea magyar származású svájci teniszezőnő
- 1990 – Szépréthy Roland magyar műsorvezető
- 2004 – Francesca Capaldi amerikai színésznő

## Halálozások
- 632 – Mohamed próféta, vallásalapító (* 570–571 körül)
- 1042 – II. Hardeknut dán király 1035-től 1037-ig, illetve 1040-től haláláig Anglia trónjának birtokosa (* 1018–1019 körül)
- 1612 – Hans Leo Hassler német zeneszerző és orgonista, a korai barokk jelentős képviselője (* 1664)
- 1768 – Johann Joachim Winckelmann német régész, művészettörténész, szakíró, a tudományos archeológia megalapozója (* 1717)
- 1794 – Gottfried August Bürger német költő, a Münchhausen báró kalandjai szerzője (* 1747)
- 1795 – Lajos Károly francia trónörökös (XVII. Lajos király) (*  1785)
- 1845 – Andrew Jackson az Amerikai Egyesült Államok 7. elnöke, hivatalban 1829–1837-ig (* 1767)
- 1876 – George Sand francia írónő (* 1804)
- 1880 – Esterházy Johanna hárfás és mecénás (* 1798)
- 1940 – Márton Ferenc grafikus-, festő- és szobrászművész (* 1884)
- 1945 – Robert Desnos francia költő („Jonatán, a kapitány”) (* 1900)
- 1952 – Johnny McDowell (John McDowell) amerikai autóversenyző (* 1915)
- 1959 – Leslie Johnson (Leslie George Johnson) brit autóversenyző (* 1912)
- 1968 – Ludovico Scarfiotti olasz autóversenyző (* 1933)
- 1978 – Dienes Valéria táncpedagógus, filozófus, egyike  az első doktori fokozatot szerzett magyar nőknek.   (* 1879)
- 1978 – Pulszky Romola magyar író, táncos, Vaclav Nyizsinszkij felesége (* 1891)
- 1981 – Demeter Hedvig Jászai Mari-díjas magyar színésznő, érdemes művész (* 1926)
- 1984 – Guido Barbieri (Guido Franco Barbieri) olasz autóversenyző (* 1908)
- 1994 – Barabás Jenő magyar néprajzkutató (* 1920)
- 2000 – Burger Kálmán magyar kémikus, egyetemi tanár, az MTA tagja (* 1929)
- 2003 – Chuck Leighton amerikai autóversenyző (* 1924)
- 2012 – Nyikolaj Petrovics Ivanov olimpiai bajnok szovjet-orosz evezős (* 1949)
- 2018 – Lévai Mária magyar hárfaművész (* 1969)
- 2024 – Felkai Miklós magyar rockzenész, gitáros, zeneszerző, szövegíró, énekes (* 1950)

## Nemzeti ünnepek, emléknapok, világnapok
- Az Óceánok Világnapja